# Balada triste de trompeta
Balada triste de trompeta is een Spaanse film uit 2010 die geschreven en geregisseerd is door Álex de la Iglesia. De film ging in première op het Filmfestival van Venetië van 2010. 

## Verhaal
De film begint in 1937 ten tijde van de Spaanse Burgeroorlog. Republikeinse milities dwingen een groep circusartiesten mee te vechten aan hun zijde. Gewapend met een machete, gaat de clown van het gezelschap de strijd aan met een groep Nationalistische strijders en hij weet de hele groep uit te moorden.

Jaren later in 1973 is het Franco-regime bijna ten einde. We zien de zoon van de clown, Javier, die door alle ellende in zijn leven de rol heeft aangenomen van een trieste clown. Zijn tegenhanger, de vrolijke clown Sergio, is een wrede man die zijn collega's en zijn vriendin Natalia het leven zuur maakt. Wanneer Javier verliefd wordt op Natalia, raken de twee clowns verstrikt in een voortdurend horrorgevecht. Natalia kan niet kiezen tussen de spannende maar gewelddadige Sergio of de lieve, maar sullige Javier, die haar maar niet kan doen lachen.

## Rolverdeling
| Acteur                  | Personage       |
| ----------------------- | --------------- |
| Carlos Areces           | Javier          |
| Carolina Bang           | Natalia         |
| Antonio de la Torre     | Sergio          |
| Manuel Tallafé          | Ramiro          |
| Alejandro Tejería       | Ghost Rider     |
| Manuel Tejada           | Ringmeester     |
| Paco Sagarzazu          | Anselmo         |
| Santiago Segura         | Clown           |
| Fernando Guillén Cuervo | Kapitein        |
| Sancho Gracia           | Kolonel Salcedo |
| Enrique Villén          | Andrés          |
| Gracia Olayo            | Sonsoles        |
| Raúl Arévalo            | Carlos          |
| Joxean Bengoetxea       | Miljonair       |
| Terele Pávez            | Dolores         |
| Juana Cordero           | Moeder          |
| Joaquín Climent         | Vader           |
| Luis Varela             | Dierenarts      |

## Ontvangst

### Recensies
Op Rotten Tomatoes geeft 76% van de 33 recensenten de film een positieve recensie, met een gemiddelde score van 6,5/10. Website Metacritic komt tot een score van 70/100, gebaseerd op 14 recensies. De Volkskrant schreef: “Balada triste de trompeta is een film van grote gebaren; het is grotesk, hysterisch, kitscherig en poëtisch tegelijkertijd.” NRC schreef: "Balada triste de trompeta is een draaikolk die je ver over de grenzen van goede smaak meesleurt, naar een duizelingwekkend gemonteerde finale rond Franco’s kruis. Luid en hysterisch."

### Prijzen en nominaties
De belangrijkste:
| Jaar | Evenement                       | Categorie                           | Genomineerde                                   | Resultaat   |
| ---- | ------------------------------- | ----------------------------------- | ---------------------------------------------- | ----------- |
| 2010 | Venetië (67ste editie)          | Gouden Leeuw voor beste film        | Balada triste de trompeta                      | Genomineerd |
| 2010 | Venetië (67ste editie)          | Zilveren Leeuw voor beste regisseur | Álex de la Iglesia                             | Gewonnen    |
| 2010 | Venetië (67ste editie)          | Premio Osella voor beste scenario   | Álex de la Iglesia                             | Gewonnen    |
| 2010 | Venetië (67ste editie)          | ARCA CinemaGiovani                  | Balada triste de trompeta                      | Gewonnen    |
| 2011 | Premios Goya (25ste uitreiking) | Beste film                          | Balada triste de trompeta                      | Genomineerd |
| 2011 | Premios Goya (25ste uitreiking) | Beste regisseur                     | Álex de la Iglesia                             | Genomineerd |
| 2011 | Premios Goya (25ste uitreiking) | Beste acteur                        | Antonio de la Torre                            | Genomineerd |
| 2011 | Premios Goya (25ste uitreiking) | Beste vrouwelijke bijrol            | Terele Pávez                                   | Genomineerd |
| 2011 | Premios Goya (25ste uitreiking) | Beste debuterend actrice            | Carolina Bang                                  | Genomineerd |
| 2011 | Premios Goya (25ste uitreiking) | Beste origineel scenario            | Álex de la Iglesia                             | Genomineerd |
| 2011 | Premios Goya (25ste uitreiking) | Beste camerawerk                    | Kiko de la Rica                                | Genomineerd |
| 2011 | Premios Goya (25ste uitreiking) | Beste montage                       | Alejandro Lázaro                               | Genomineerd |
| 2011 | Premios Goya (25ste uitreiking) | Beste artdirector                   | Eduardo Hidalgo hijo                           | Genomineerd |
| 2011 | Premios Goya (25ste uitreiking) | Beste productiemanager              | Yousaf Bokhari                                 | Genomineerd |
| 2011 | Premios Goya (25ste uitreiking) | Beste geluid                        | Carlos Schmukler, Diego Garrido                | Genomineerd |
| 2011 | Premios Goya (25ste uitreiking) | Beste speciale effecten             | Reyes Abades, Ferran Piquer                    | Gewonnen    |
| 2011 | Premios Goya (25ste uitreiking) | Beste kostuums                      | Paco Delgado                                   | Genomineerd |
| 2011 | Premios Goya (25ste uitreiking) | Beste grime en haarstijl            | José Quetglás, Pedro Rodríguez, Nieves Sánchez | Gewonnen    |
| 2011 | Premios Goya (25ste uitreiking) | Beste filmmuziek                    | Roque Baños                                    | Genomineerd |